# Отман Йорен
Отман Йорен (на гръцки: Έρανος, Еранос) е село в Западна Тракия, Гърция в дем Ксанти. Сред местното българоезично население селото е известно с името Отманери и Старо село.

## География
Селото е разположено в местността Горни пот, на най-южния родопски склон, източно от град Ксанти.
Към 1942 година в селото живеят 873 души-помаци. Патриарх Кирил посочва, че към 1943 година селото има 392 жители, като дава и допълнителна статистика за броя на жителите по махали: Брусова – 24; Ихтиар – 55; Кьостра – 117; Пева – 60; Портокова – 164; Чаир – 100. При преброяването от 2001 година в селото не са отчетени никакви жители.
Местните жители се изселили в близките приполски села през 70-те и 80-те години на 20 век, поради липсата на добра пътна връзка, на електричество и други удобства. Пътят към селото е стръмен и разбит, като на места се движи само по скала и зимата е непроходим. Днес отманерци поддържат къщите си в родното село и през летния сезон прекарват почивните дни горе на хладно.